# James Shaffer
James Christian Shaffer (Bakersfield (Californië), 6 juni 1970) is een Amerikaanse gitarist.
Shaffer is bekend als de gitarist "Munky" van de nu-metalband Korn.
Hij heeft met Korn in totaal negen albums gemaakt, en begon in 2008 aan een soloproject, dat in 2012 in een soloalbum resulteerde.

## Discografie

### KoRn
- KoRn [1994]
- Life Is Peachy [1996]
- Follow The Leader [1998]
- Issues [1999]
- Untouchables [2002]
- Take A Look In The Mirror [2003]
- See You On The Other Side [2005]
- Untitled [2007]
- KoRn III: Remember Who You Are [2010]
- The Path Of Totality [2011]
- The Paradigm Shift [2014]

### Fear And The Nervous System
- Fear And The Nervous System [2011]